# Koninklijk Nederlands Aardrijkskundig Genootschap
Het Koninklijk Nederlands Aardrijkskundig Genootschap (KNAG) is een genootschap voor alle geografen in Nederland en voor diegenen die zich met het vakgebied geografie verbonden voelen.
Het KNAG behartigt de belangen van de discipline geografie en het schoolvak aardrijkskunde. Ook ondersteunt het genootschap zijn leden met informatie, activiteiten en diensten. Het ledenbestand bestaat uit docenten en leerlingen/studenten geografie en aardrijkskunde, de in het onderzoek en de praktijk werkzame geografen en andere in geografie geïnteresseerden. Het KNAG organiseert bijeenkomsten en excursies, geeft publicaties uit, onderhoudt websites, is aanwezig in de sociale media en voert projecten uit. Ook vertegenwoordigt het KNAG de Nederlandse geografen in internationale geografische organisaties. Het KNAG speelt een belangrijke rol bij de formele lesprogramma's en examens aardrijkskunde in het primaire en secundaire onderwijs. Ten slotte beheert en exploiteert het genootschap, via bruiklenen aan bibliotheken en musea, zijn in het verleden in eigendom verkregen roerend erfgoed.

## Geschiedenis

### Oprichting, expedities en collecties

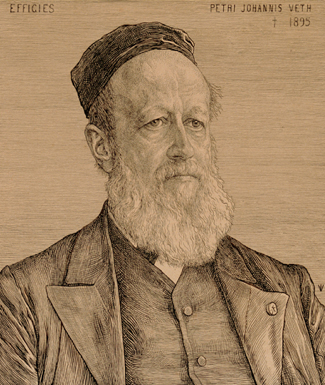
Eerste voorzitter P.J.Veth

Het genootschap werd opgericht in 1873 in navolging van oprichtingen in de grote Europese landen, zoals Frankrijk (1821: Societé de Géographie de Paris), Engeland, (1830: Royal Geographical Society), Duitsland (Berlijn 1828, Frankfurt 1836, München 1869, Bremen 1870, Hamburg 1873, Leipzig 1861), Rusland (Sint Petersburg] 1845). Een zustervereniging in België (Antwerpen en Brussel) werd opgericht in 1876. In die tijd was de betekenis van Nederland als politieke en economische macht nog maar een fractie van wat ze daarvoor was geweest. De ontevredenheid daarover (de Nederlanders waren een trots volk geworden door de Gouden Eeuw) bij onder andere kooplieden en wetenschappers was een belangrijke drijfveer. Maar ook verwachtingen ten aanzien van het vinden van rijke hulpbronnen, met name in de toen nog nauwelijks ontgonnen buitengewesten van de koloniën, was een achterliggende oorzaak voor het ontstaan van het Nederlands Aardrijkskundig Genootschap. Deze gedachtegang moet vooral gezien worden in de toen geldende geest van het imperialisme en kolonialisme, waarbij de 'verlichte' Europeaan een 'onontgonnen' en 'woest' landschap met dito volkeren kon omzetten in een 'bruikbare beschaving'. Hierdoor werd het algemeen gerechtvaardigd gevonden om dergelijke expedities, met soms op lange termijn verstrekkende gevolgen voor het gebied en voor de plaatselijke bevolking, te ondernemen. De tijd waarin de organisatie werd opgericht (1873 met Pieter Johannes Veth als eerste voorzitter) wordt ook wel aangeduid als "de grote stroomversnelling" vanwege de enorme dynamiek die de discipline Geografie vooral maatschappelijk doormaakte.
De organisatie was voor die tijd  vrij modern, praktisch en maatschappelijk van opzet. Het genootschap, dat tot 1888 "Aardrijkskundig Genootschap" heette, organiseerde vanaf 1877 talrijke expedities naar vooral Nederlandse koloniale plaatsen, zoals de talrijke eilanden van de archipel van Nederlands-Indië en de binnenlanden van Suriname en Borneo (zie hiervoor de expedities van dr. Anton Willem Nieuwenhuis). Deze koloniale gebieden waren voor een groot deel vaak niet meer dan een aantal bestuursposten aan de kust, waarvanuit handel werd bedreven met stammen uit de binnenlanden. Deze binnenlanden waren nog nauwelijks in kaart gebracht en werden vaak aangeduid als "witte vlekken". Er werden ook expedities uitgevoerd naar de gebieden van de Boer Dorslandtrekkers in het binnenland van Angola en naar de inheemse volken (toen indianen genoemd) van Noord-Amerika. Deze expedities werden vaak opgezet in samenwerking met het koloniale bedrijfsleven en koloniale organisaties, zoals de Maatschappij ter Bevordering van het Natuurkundig Onderzoek der Nederlandsche Koloniën (MNK) en de Vereniging voor Suriname en er gingen vaak jaren aan voorbereiding aan vooraf. Meestal bestond een dergelijke expeditie uit wetenschappers uit verschillende disciplines, een fotograaf en een marineofficier. De militaire begeleiding nam toe naarmate er meer vijandigheden werden geconstateerd tegenover leden van de expeditie door lokale inheemse bewoners.

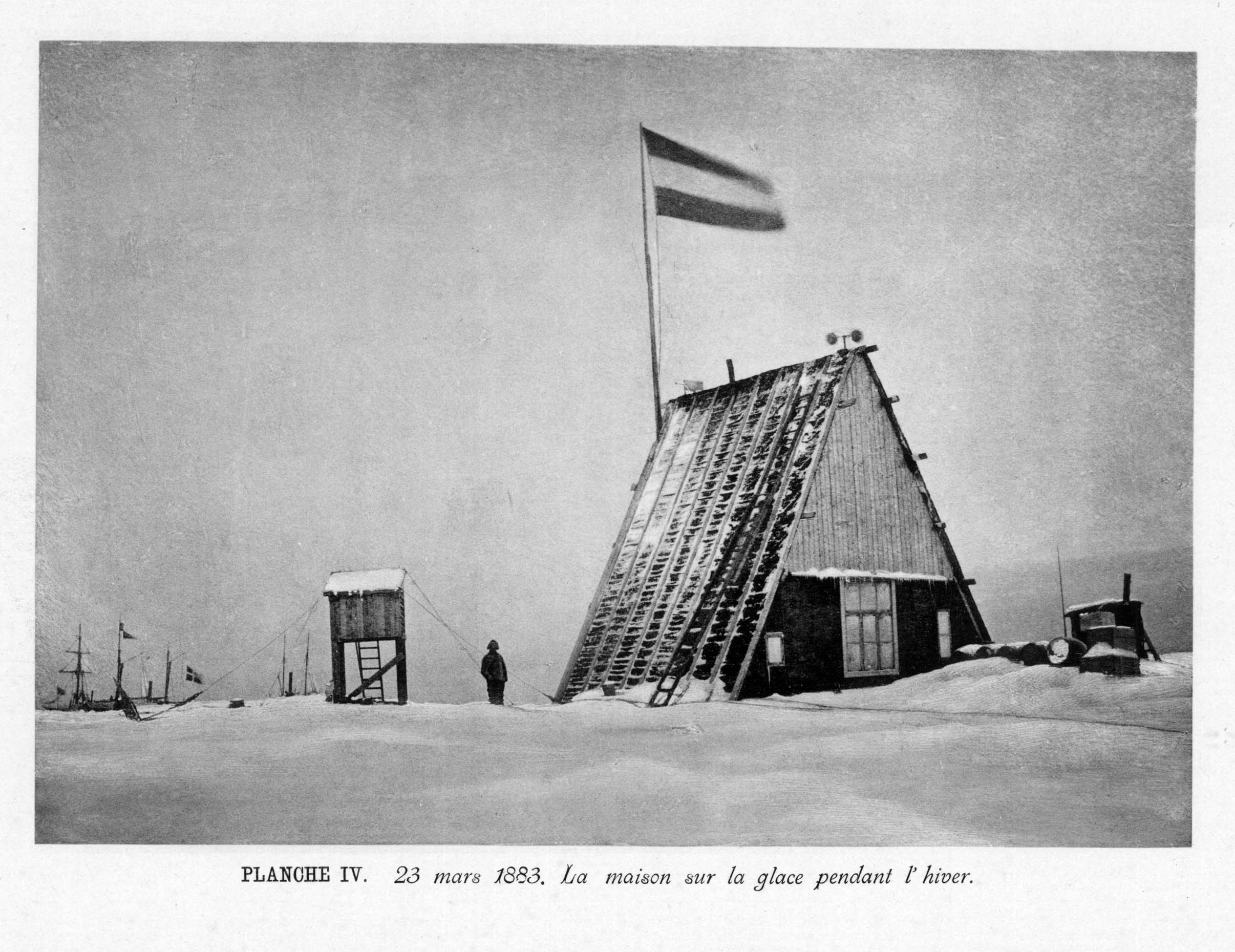
Poolexpeditie KNAG, 1882-1883

Niet alleen de koloniën werden bezocht. Toen in de tweede helft van de negentiende eeuw verschillende Europese landen expedities naar het Arctisch gebied zonden, vonden sommigen dat Nederland niet achter kon blijven. Binnen het Aardrijkskundig Genootschap werd een flinke lobby opgezet om een Nederlandse expeditie te lanceren. Tijdens vergaderingen hielden mannen als Koolemans Beijnen en Marin Jansen toespraken, terwijl in het Tijdschrift van het genootschap pittige pleidooien verschenen. Hoewel er enige twistpunten tussen het organiserend comité en het AG bestonden, lanceerde de laatste toch een nationale collecte, die genoeg geld opbracht om een schoener te laten bouwen en uit te rusten. In 1878 begaf de Willem Barents zich voor het eerst in noordelijke richting, om onder leiding van luitenant ter zee Antonius de Bruijne Spitsbergen, Jan Mayen en de westkust van Nova Zembla te verkennen. In 1882 zou het AG opnieuw een poolexpeditie steunen, en wel de wetenschappelijk onderneming in het kader van het internationale pooljaar de Nederlandse poolexpeditie 1882-83.
De leden van de organisatie waren niet alleen wetenschappers. Ook de politieke elite (ministers, Kamerleden en (oud-)gouverneurs-generaal van Nederlands-Indië) en de commerciële elite (bankdirecteuren, fabriekseigenaren, reders en kapiteins van de koopvaardij) waren lid. De economische maar ook de politieke belangen waren groot. Als een expeditie gegevens had over een gebied, konden routes voor het transport van bijvoorbeeld steenkool of bauxiet worden opgezet, maar ook konden gebieden vervolgens onder effectief politiek bestuur worden geplaatst, die daarvoor slechts nominaal bestuurd werden.
De expedities  eindigden in 1959 met de Sterrengebergte-expeditie in Nederlands Nieuw-Guinea, waar het laatste onbekende gebied in kaart werd gebracht en de Juliana-top (nu: Puncak Mandala) werd beklommen.
De verstrengeling met economische belangen was sommige wetenschappers in Nederland, net als overigens in andere landen, een doorn in het oog. Na verloop van tijd richtten deze wetenschappers eigen organisaties op. In Nederland waren dit de Vereeniging voor Economische Geographie (1909; eerste tijdschrift voor economische geografie ter wereld) en de Geographische Kring (1917; later Geografische Vereniging).

### 1960 tot nu
In de jaren 60 waren een periode van heroriëntatie voor de Nederlandse geografie organisaties. Men raakte beschaamd over het koloniale verleden onder invloed van de veranderende denkbeelden daar over. De belangrijkste koloniën waren onafhankelijk (Nederlands-Indië in 1949; Nederlands Nieuw-Guinea werd in 1962 een deel van Indonesië) en de expedities stopten. In 1967 gingen de Vereeniging voor Economische Geographie en de Geografische Vereniging op in het KNAG 'nieuwe stijl'. De economische belangen waren verdwenen en de organisatie richt zich sindsdien vanuit een wetenschappelijk gezichtspunt op alle terreinen van de geografie en op het aardrijkskundeonderwijs op middelbare scholen. 
Bij het 130-jarig bestaan in 2003 werd met een tentoonstelling in het Tropenmuseum en een bijbehorende publicatie teruggekeken op het expeditie-verleden van de organisatie. In 2005 gaf het genootschap samen met het Nederlands Instituut voor Militaire Historie de Grote Atlas van Nederland (1930-1950) uit.

#### Tijdschrift
Het KNAG telt momenteel ongeveer 3300 leden. De organisatie geeft twee tijdschriften uit:
- Tijdschrift voor Economische en Sociale Geografie; Engelstalig, internationaal wetenschappelijk blad.[2]
- Geografie; discussie- en informatieplatform voor de Nederlandse geografen en geografisch geïnteresseerden.[3]

#### Collectie kaarten
De kaartencollectie van het KNAG (bijna 135.000) en de atlassen (4500) worden sinds 1880 bewaard in de Bibliotheek van de Universiteit van Amsterdam. De collectie bevat onder andere gedrukte kaarten van bekende Amsterdamse drukkers uit de 17e eeuw zoals Frederick de Wit, Joan Blaeu en Johannes Janssonius. Ook zijn er kaarten (waaronder manuscriptkaarten) bewaard gebleven van de expedities van het KNAG. In 1910 werd de kaartencollectie flink uitgebreid toen er 14.371 kaarten werden gekocht van de antiquaar Frederik Muller. Momenteel worden er 8705 kaarten uit deze zogenoemde Muller Collectie bewaard bij de bibliotheek van de Universiteit van Amsterdam, deze zijn in bruikleen van het KNAG.

## Onderzoekstochten buiten Europa door KNAG
In de periode van 1877 tot 1959 organiseerde het Aardrijkskundig Genootschap, expedities in verschillende landen. De meeste KNAG expedities vonden plaats in de Indonesische archipel en de binnenlanden van Suriname, maar er waren ook enkele expedities in Noord-Amerika, het Midden-Oosten en Afrika.

#### Azië
1877 Indonesië (Midden Sumatra)

1888 Indonesië (Flores, Timor, Celebes)

1888 Indonesië (Flores)

1889 Indonesië (Kei-eilanden)

1890 Indonesië (Flores, Roti, Timor, Sumba)

1904 Indonesië (Zuidwest-Nieuw-Guinea)

1906 Indonesië (Zuid-Celebes)

1909 India

1910 Indonesië (Noord-Celebes, Timor)

1910 Indonesië (Nias)

1911 Indonesië

1916 Indonesië (Noord-Sumatra)

1917 Indonesië (Ambon, Ceram, Buru)

1917 Indonesië (Java, Kleine Sunda-eilanden)

1919 Indonesië (Midden-Celebes)

1920 Indonesië (Sunda, Buru)

1923 Indonesië (Celebes)

1923 Indonesië (Sumatra)

1924 Centraal Azië (Karakorum-expeditie)

1924 Indonesië

1925 Indonesië (Sumatra)

1926 Indonesië (Borneo)

1929 Indonesië (Snellius-expeditie)

1929 Indonesië (Celebes)

1929 Centraal Azië (Karakorum-expeditie)

1933 Indonesië (Celebes)

1934 Indonesië

1935 Centraal Azië (Karakorum-expeditie)

1935 Indonesië (Atjeh)

1936 Indonesië (Enggano)

1937 Indonesië (Kleine Sunda-eilanden, Timor)

1938 Indonesië (Celebes)

1939 Indonesië (Nieuw-Guinea)

1939 Indonesië (Sumatra)

1959 Indonesië (Nieuw-Guinea)

#### Midden- en Zuid-Amerika
1884 Nederlandse Antillen en Suriname 

1901 Suriname (Coppename-expeditie) 

1902 Suriname (Saramacca-expeditie) 

1903 Suriname (Gonini-expeditie)

1904 Suriname (Tapanahony-expeditie)

1907 Suriname (Toemoekhoemak-expeditie)

1908 Suriname (Suriname-rivier)

1920 Suriname

1920 Nederlandse Antillen (Aruba, Bonaire, Curaçao)

1922 Nederlandse Antillen

1922 Suriname

1926 Suriname (Wilhelmina-expeditie)

1926 Zuid-Amerika

1928 Suriname

1929 Nederlandse Antillen

1937 Suriname

1948 Suriname

1953 Peru

1955 Zuid-Amerika (Andes)

#### Noord-Amerika
1875 Reis van de Pandora

1876 Reis van de Pandora

1883 Noord-Amerika

#### Midden-Oosten
1881 Arabië

1952 Arabië

#### Afrika
1884 Angola (Cunene-expeditie)

1933 Afrika (onderzoek Pygmeeën)

## Glazen Globe
De Glazen Globe is een prijs van het Koninklijk Nederlands Aardrijkskundig Genootschap voor het beste aardrijkskundige jeugdboek. De prijs wordt sinds 1987 uitgereikt. De winnaar ontvangt een glazen object van ontwerper Siem van der Marel. Tot de winnende boeken behoren onder meer De geluksvinder van Edward van de Vendel en Anoush Elman en het prentenboek Nederland van Charlotte Dematons.